# بيت طيما
بيت طيما هي قرية فلسطينية في قضاء غزة، وتقع 21 كيلومترا (13 ميل) إلى الشمال الشرقي من غزة وحوالي 12 كيلومترا (7.5 ميل) من الساحل. أنها تقع في أراض سهلية على السهل الساحلي الجنوبي لفلسطين. وقد أُخليت من سكانها خلال نكبة عام 1948م. كان عدد سكانها في عام 1945م 1,060 نسمة.

## التاريخ
كانت القرية مبنية على رقعة مستوية من الأرض في السهل الساحلي الجنوبي، في منطقة غنية بآثارها، بما في ذلك ما يعود منها إلى عهد الصليبيين. وكانت تربطها طريق فرعية بالطريق العام الساحلي الذي يمر على بعد قليل إلى الغرب، وهذا ما أتاح لها الاتصال بغزة وبمدينة المجدل.
في سنة 1596، كانت بيت طيما قرية في ناحية غزة (لواء غزة)، وفيها 693 نسمة. وكانت تدفع الضرائب على عدد من الغلال كالقمح والشعير والفاكهة واللوز والسمسم، بالإضافة إلى عناصر أُخرى من الإنتاج كالماعز وخلايا النحل .
في أواخر القرن التاسع عشر، كانت بيت طيما قرية متوسطة الحجم، فيها بركتان وعدة مقامات ورقعتان متجاورتان من البساتين .
وخلال فترة الانتداب البريطاني ، كان للقرية متاجرها الخاصة بها ومسجدها، كما كانت تشارك قريتي كوكبا وحليقات في مدرسة ابتدائية بُنيت في سنة 1946. وكانت منازلها المبنية بالطين متقاربة بعضها من بعض على شكل كُتل، تفصل بينها الشوارع أو الأفنية؛ وكانت الكتلة الكبرى من المنازل تقع وسط القرية. أمّا سكانها فكانوا في معظمهم من المسلمين، ويعملون في الزراعة البعلية، فيزرعون الحبوب والخضروات والفاكهة، وخصوصاً التين والمشمش واللوز.
في 1944- 1945، كان ما مجموعه 10444 دونماً مخصصاً للحبوب، و197 دونماً مروياً أو مستخدَماً للبساتين. وفي المقبرة، التي كانت تقع إلى الجنوب من القرية، عُثر على أرضية من الفسيفساء بالية توحي بأنها كانت آهلة في العصر الروماني، أو البيزنطي. وكان في وسع المرء، إذا ما تفحص مسجد القرية، أن يستدل على أن عناصر معمارية قديمة العهد قد أُعيد استخدامها في بنائه.

## إحتلالها وتهجير سكانها
سُجِّلت محاولة صهيونية للتسلل إلى بيت طيما منذ زمن مبكر، أي في 9 شباط/ فبراير 1948، بحسب ما جاء في صحيفة 'فلسطين' الصادرة في يافا. وقد صُدّت تلك المحاولة تحت غطاء من الرصاص أطلقه المدافعون عن القرية، واستمر ثلاثين دقيقة. 
استناداً إلى المؤرخ الإسرائيلي بني موريس، أدى قصف جوي ومدفعي، في أواسط تشرين الأول/ أكتوبر 1948، إلى فرار عدد كبير من اللاجئين من بيت طيما. وتم احتلال القرية في 18-19 تشرين الأول/ أكتوبر، في المراحل المبكرة من عملية يوآف. كما استشهدت صحيفة 'نيويورك تايمز' ببلاغ عسكري إسرائيلي صدر في 20 تشرين الأول/ أكتوبر، جاء فيه أن بيت طيما سقطت ومعها كوكبا وحليقات. ويُرجّح أن يكون احتلالها تم على يد لواء غفعاتي. كانت مصادر إسرائيلية قالت لوكالة إسوشييتد برس إن الإسرائيليين احتلوا بيت طيما في أوائل حزيران/ يونيو. وزعموا أنهم احتلوها 'في أثناء التفافهم من وراء هجوم مصري ساحلي' في 1 حزيران/ يوينو. غير أن ذلك الاحتلال كان، على ما يبدو، قصير الأجل؛ إذ إن القوات الإسرائيلية هددت بيت طيما أيضاً بعد ذلك التاريخ بشهر، وذلك استناداً إلى الكاتب المصري محمد عبد المنعم؛ إذ كتب يقول إن القرية كانت في أواخر الهدنة الأولى - أي في أوائل تموز/ يوليو - في يد المجاهدين الفلسطينيين، ثم تسللت القوات الإسرائيلية نحو القرية فاحتلت التلال المشرفة عليها، لكن المدافعين عن بيت طيما عُززوا بسرية سعودية كانت تحارب على الجبهة الجنوبية. وظلت القرية في يد العرب طوال الهدنة الثانية. تنمو في القرية اليوم أشجار الجميز والخروب حول الركام في الموقع. أمّا الأرض فتُستخدم للزراعة. 
من العائلات الفلسطينية المهجرة قسراً من قبل الإحتلال الصهيوني: المبحوح، الكرد، سلمان، أبو لِبدة، أبو صلاح"شتات", صبّاح، حسب الله، عيسى، أبو شومر، الشريف.

## أعلام
- محمود المبحوح
- فائق المبحوح